# Andriej Szefier
Andriej Wiktorowicz Szefier ros. Андрей Викторович Шефер (ur. 26 lipca 1981 w Swierdłowsku) – rosyjski hokeista, trener.

## Kariera zawodnicza
- Siewierstal Czerepowiec / Siewierstal Czerepowiec 2 (1998-1999)
- Halifax Mooseheads (1999-2000)
- SKA Sankt Petersburg (2000, 2001)
- Siewierstal Czerepowiec (2000-2006)
- CSKA Moskwa (2006-2008)
- Siewierstal Czerepowiec (2008-2012)
- Spartak Moskwa (2012-2013)
- Jugra Chanty-Mansyjsk (2013-2014)
- Siewierstal Czerepowiec (2014-2016)

Karierę rozpoczynał w Siewierstali Czerepowiec. Kilka lat był zawodnikiem tego klubu. W maju 2012 podpisał dwuletni kontrakt ze Spartakiem Moskwa, jednak był zawodnikiem klubu jedynie do lipca 2013. Od lipca 2013 zawodnik Jugry Chanty-Mansyjsk, związany rocznym kontraktem. Od maja 2014 do września 2016 ponownie zawodnik Siewierstali Czerepowiec.

## Kariera trenerska
- Siewierstal Czerepowiec do lat 17 (2017-2018), asystent trenera
- MHK Dinamo Moskwa (2019-2021), asystent trenera
- Ałmaz Czerepowiec (2021-2022), główny trener
- MHK Dinamo Sankt Petersburg (2023), główny trener

W 2019 został trenerem w sztabie klubu MHK Dinamo Moskwa z rozgrywek juniorskich MHL. W maju 2021 został głównym trenerem Ałmaza Czerepowiec w MHL. Odszedł ze stanowiska na początku grudnia 2022. Od czerwca do września 2023 prowadził MHK Dinamo Sankt Petersburg.

## Sukcesy
Reprezentacyjne
- Złoty medal mistrzostw świata juniorów do lat 20: 1999

Klubowe
- Brązowy medal mistrzostw Rosji: 2001 z Siewierstalą Czerepowiec
- Srebrny medal mistrzostw Rosji: 2003 z Siewierstalą Czerepowiec